# Coupe du Roi de basket-ball
La Coupe du Roi est une compétition de basket-ball à élimination directe en Espagne disputée annuellement. Le Real Madrid détient le plus grand nombre de victoires dans cette compétition avec 29 titres.

## Palmarès

### Sous la dénomination Coupe d'Espagne
| année       | Vainqueur                                            | Finaliste                                            | Score                                                | Lieu                                                 |
| ----------- | ---------------------------------------------------- | ---------------------------------------------------- | ---------------------------------------------------- | ---------------------------------------------------- |
| 1933        | Rayo Madrid                                          | Real Madrid                                          | 21-11                                                | Madrid                                               |
| 1934        | Non disputée en raison du boycott des clubs catalans | Non disputée en raison du boycott des clubs catalans | Non disputée en raison du boycott des clubs catalans | Non disputée en raison du boycott des clubs catalans |
| 1935        | Patrie Barcelone                                     | Rayo Madrid                                          | 23-19                                                | Barcelone                                            |
| 1936        | Rayo                                                 | Patrie Barcelone                                     | 23-20                                                | Madrid                                               |
| 1937 - 1939 | Non disputée pour cause de guerre civile             | Non disputée pour cause de guerre civile             | Non disputée pour cause de guerre civile             | Non disputée pour cause de guerre civile             |
| 1940        | Hospitalet                                           | Atlético                                             | 20-17                                                | Barcelone                                            |
| 1941        | RDC Espanyol                                         | Hospitalet                                           | 35-20                                                | Madrid                                               |
| 1942        | Laietà                                               | FC Barcelone                                         | 30-28                                                | Saragosse                                            |
| 1943        | FC Barcelone                                         | Layetano                                             | 27-25                                                | Palma de Majorque                                    |
| 1944        | Laietà                                               | Real Madrid                                          | 32-18                                                | Vigo                                                 |
| 1945        | FC Barcelone                                         | Layetano                                             | 37-34                                                | Barcelone                                            |
| 1946        | FC Barcelone                                         | Mongat                                               | 44-35                                                | Barcelone                                            |
| 1947        | FC Barcelone                                         | Canarias                                             | 39-25                                                | Saragosse                                            |
| 1948        | Joventut de Badalone                                 | Real Madrid                                          | 41-32                                                | Burgos                                               |
| 1949        | FC Barcelone                                         | Real Madrid                                          |                                                      | Madrid                                               |
| 1950        | FC Barcelone                                         | Joventut de Badalone                                 | 46-39                                                | Barcelone                                            |
| 1951        | Real Madrid                                          | FC Barcelone                                         | 47-36                                                | Saint-Sébastien                                      |
| 1952        | Real Madrid                                          | Joventut de Badalone                                 | 43-31                                                | Alicante                                             |
| 1953        | Joventut de Badalone                                 | Real Madrid                                          | 41-39                                                | Valladolid                                           |
| 1954        | Real Madrid                                          | Joventut de Badalone                                 | 56-41                                                | Madrid                                               |
| 1955        | Joventut de Badalone                                 | Real Madrid                                          | 59-44                                                | Barcelone                                            |
| 1956        | Real Madrid                                          | Aismalíbar                                           | 59-55                                                | Madrid                                               |
| 1957        | Real Madrid                                          | Aismalíbar                                           | 54-50                                                | Vigo                                                 |
| 1958        | Joventut de Badalone                                 | Real Madrid                                          | 74-69                                                | Saragosse                                            |
| 1959        | FC Barcelone                                         | Aismalíbar                                           | 50-36                                                | Barcelone                                            |
| 1960        | Real Madrid                                          | Hesperia                                             | 76-64                                                | Madrid                                               |
| 1961        | Real Madrid                                          | FC Barcelone                                         | 76-51                                                | Bilbao                                               |
| 1962        | Real Madrid                                          | Estudiantes Madrid                                   | 80-66                                                | Barcelone                                            |
| 1963        | Estudiantes Madrid                                   | Real Madrid                                          | 94-90                                                | Saint-Sébastien                                      |
| 1964        | Picadero                                             | Aismalíbar                                           | 63-51                                                | Lugo                                                 |
| 1965        | Real Madrid                                          | Náutico                                              | 102-82                                               | Salamanque                                           |
| 1966        | Real Madrid                                          | Joventut de Badalone                                 | 62-61                                                | Terrassa                                             |
| 1967        | Real Madrid                                          | Kas                                                  | 82-80                                                | Vitoria                                              |
| 1968        | Picadero                                             | Joventut de Badalone                                 | 58-55                                                | Gijón                                                |
| 1969        | Joventut de Badalone                                 | Real Madrid                                          | 82-81                                                | Orense                                               |
| 1970        | Real Madrid                                          | Joventut de Badalone                                 | 102-90                                               | León                                                 |
| 1971        | Real Madrid                                          | Joventut de Badalone                                 | 72-63                                                | Vitoria                                              |
| 1972        | Real Madrid                                          | Joventut de Badalone                                 | 92-77                                                | La Corogne                                           |
| 1973        | Real Madrid                                          | Estudiantes Madrid                                   | 123-79                                               | Valence                                              |
| 1974        | Real Madrid                                          | Joventut de Badalone                                 | 87-85                                                | Alicante                                             |
| 1975        | Real Madrid                                          | Estudiantes Madrid                                   | 114-85                                               | Jaén                                                 |
| 1976        | Joventut de Badalone                                 | Real Madrid                                          | 99-88                                                | Cartagena                                            |

### Sous la dénomination Coupe du Roi (finale unique)
| année | Vainqueur    | Finaliste    | Score   | Lieu              |
| ----- | ------------ | ------------ | ------- | ----------------- |
| 1977  | Real Madrid  | FC Barcelone | 97-71   | Palma de Majorque |
| 1978  | FC Barcelone | Real Madrid  | 103-96  | Saragosse         |
| 1979  | FC Barcelone | Tempus       | 130-113 | Pampelune         |
| 1980  | FC Barcelone | Manresa      | 92-83   | Ferrol            |
| 1981  | FC Barcelone | Real Madrid  | 106-90  | Almería           |
| 1982  | FC Barcelone | Real Madrid  | 110-108 | Badajoz           |
| 1983  | FC Barcelone | Inmobanco    | 125-93  | Palencia          |

### Sous la dénomination Coupe du Roi (Final Four)
| année | Vainqueur   | Finaliste            | Score | Lieu      |
| ----- | ----------- | -------------------- | ----- | --------- |
| 1984  | Zaragoza    | FC Barcelone         | 81-78 | Saragosse |
| 1985  | Real Madrid | Joventut de Badalone | 90-76 | Badalone  |
| 1986  | Real Madrid | Joventut de Badalone | 87-79 | Barcelone |

### Sous la dénomination Coupe du Roi (phase finale à 8 clubs)
| année | Vainqueur          | Finaliste            | Score   | Lieu           |
| ----- | ------------------ | -------------------- | ------- | -------------- |
| 1987  | FC Barcelone       | Joventut de Badalone | 110-102 | Tenerife       |
| 1988  | FC Barcelone       | Real Madrid          | 84-83   | Valladolid     |
| 1989  | Real Madrid        | FC Barcelone         | 85-81   | La Corogne     |
| 1990  | CB Zaragoza        | Ram Joventut         | 76-69   | Las Palmas     |
| 1991  | FC Barcelone       | Estudiantes C.P.     | 67-65   | Saragosse      |
| 1992  | Estudiantes C.P.   | CB Zaragoza          | 61-56   | Grenade        |
| 1993  | Real Madrid        | Marbella Joventut    | 74-71   | La Corogne     |
| 1994  | FC Barcelone       | Taugrés              | 86-75   | Séville        |
| 1995  | Taugrés            | CB Zaragoza          | 88-80   | Grenade        |
| 1996  | TKD Manresa        | FC Barcelone         | 94-92   | Murcie         |
| 1997  | Festina Joventut   | Cáceres CB           | 79-71   | León           |
| 1998  | Pamesa Valencia    | Festina Joventut     | 89-75   | Valladolid     |
| 1999  | Tau Cerámica       | Caja San Fernando    | 70-61   | Valence        |
| 2000  | Estudiantes Madrid | Pamesa Valencia      | 73-63   | Vitoria        |
| 2001  | FC Barcelone       | Real Madrid          | 80-77   | Malaga         |
| 2002  | Tau Cerámica       | FC Barcelone         | 85-83   | Vitoria        |
| 2003  | FC Barcelone       | Tau Cerámica         | 84-78   | Valence        |
| 2004  | Tau Cerámica       | DKV Joventut         | 81-77   | Séville        |
| 2005  | Unicaja Málaga     | Real Madrid          | 80-76   | Saragosse      |
| 2006  | Tau Cerámica       | Pamesa Valencia      | 85-80   | Madrid         |
| 2007  | FC Barcelone       | Real Madrid          | 69-53   | Malaga         |
| 2008  | Joventut Badalona  | Tau Vitoria          | 82-80   | Vitoria        |
| 2009  | Tau Vitoria        | Unicaja Málaga       | 100-98  | Madrid         |
| 2010  | FC Barcelone       | Real Madrid          | 80-61   | Bilbao         |
| 2011  | FC Barcelone       | Real Madrid          | 68-60   | Madrid         |
| 2012  | Real Madrid        | FC Barcelone         | 91-74   | Barcelone      |
| 2013  | FC Barcelone       | Valencia             | 85-69   | Vitoria        |
| 2014  | Real Madrid        | FC Barcelone         | 77-76   | Malaga         |
| 2015  | Real Madrid        | FC Barcelone         | 77-71   | Grande Canarie |
| 2016  | Real Madrid        | CB Gran Canaria      | 85-81   | La Corogne     |
| 2017  | Real Madrid        | Valencia             | 97-95   | Vitoria        |
| 2018  | FC Barcelone       | Real Madrid          | 92-90   | Las Palmas     |
| 2019  | FC Barcelone       | Real Madrid          | 94-93   | Madrid         |
| 2020  | Real Madrid        | Unicaja Málaga       | 95-68   | Malaga         |
| 2021  | FC Barcelone       | Real Madrid          | 88-73   | Madrid         |
| 2022  | FC Barcelone       | Real Madrid          | 64-59   | Grenade        |
| 2023  | Unicaja Málaga     | Lenovo Tenerife      | 83-80   | Badalone       |
| 2024  | Real Madrid        | FC Barcelone         | 96-85   | Malaga         |
| 2025  | Unicaja Málaga     | Real Madrid          | 93-79   | Grande Canarie |

## Titres par clubs
- 29 titres :
  - Real Madrid CF (1950-1951, 1951-1952, 1953-1954, 1955-1956, 1956-1957, 1959-1960, 1960-1961, 1961-1962, 1964-1965, 1965-1966, 1966-1967, 1969-1970, 1970-1971, 1971-1972, 1972-1973, 1973-1974, 1974-1975, 1976-1977, 1984-1985, 1985-1986, 1988-1989, 1992-1993, 2011-2012, 2013-2014, 2014-2015, 2015-2016, 2016-2017, 2019-2020 et 2023-2024).
- 27 titres :
  - FC Barcelone (1942-1943, 1944-1945, 1945-1946, 1946-1947, 1948-1949, 1949-1950, 1958-1959, 1977-1978, 1978-1979, 1979-1980, 1980-1981, 1981-1982, 1982-1983, 1986-1987, 1987-1988, 1990-1991, 1993-1994, 2000-2001, 2002-2003, 2006-2007, 2009-2010, 2010-2011, 2012-2013, 2017-2018, 2018-2019, 2020-2021 et 2021-2022).
- 8 titres : Joventut Badalone (1947-1948, 1952-1953, 1954-1955, 1957-1958, 1968-1969, 1975-1976, 1996-1997 et 2007-2008).
- 6 titres : Baskonia (1994-1995, 1998-1999, 2001-2002, 2003-2004, 2005-2006 et 2008-2009).
- 3 titres : Estudiantes (1962-1963, 1991-1992 et 1999-2000) et Unicaja Málaga (2004-2005, 2022-2023 et 2024-2025).
- 2 titres : Rayo (es) (1932-1933 et 1935-1936), Layetano (es) (1941-1942 et 1943-1944), Picadero (1963-1964 et 1967-1968), CB Zaragoza (en) (1983-1984 et 1989-1990).
- 1 titre : Patrie (1934-1935), L'Hospitalet (1939-1940), Español (1940-1941), Manresa (1995-1996) et Valence (1997-1998).